# Afonso Camargo
Affonso Alves de Camargo (Guarapuava, 25 de setembro de 1873 — Curitiba, 17 de abril de 1958) foi um político brasileiro com base política no estado do Paraná.

## Biografia
Filho de Pedro Alves da Rocha Loures e Francisca de Camargo, mudou-se para Curitiba ainda jovem, onde foi promotor público e professor catedrático da Faculdade de Direito da Universidade do Paraná.
Entrou para a política e elegeu-se deputado estadual diversas vezes, permanecendo no cargo de 1896 a 1907. Chegou a vice-presidente (1908 — 1912) e depois presidente de estado do Paraná (1916 — 1920), como se chamava o título do governo estadual na época. Após o governo entrou para o Congresso Nacional, primeiro como deputado federal (1921 — 1922) e depois como senador (1922 — 1928). Retornou ao Paraná para governar o estado mais uma vez, de 1928 a 1930.
Ainda no cargo de vice-presidente do Estado do Paraná atuou como advogado da Brazil Railway, no conflito de terras durante a Guerra do Contestado, obtendo a vitória judicial da ferrovia contra os detentores tradicionais das terras na região.
É avô do político paranaense Affonso Camargo Neto.